# Predstojnik
Predstojnik, tisti ki ima višji, vodilni položaj v ustanovi, inštitutu, šoli, zavodu, javni upravi. 

## Razvoj besede
Beseda, ki je k nam v uporabo prišla v 18. stoletju, je izpeljana iz sestavljenke pred in stojen, pridevnika od stati po zgledu nemške besede Vorsteher (v pomenu predstojnik), le ta pa je izpeljanka iz vorstehen  (načelovati, voditi), dobesedno stati pred, kar je sestavljenka iz nemških besed vor (pred) in stehen (stati).